# Верхневолжье

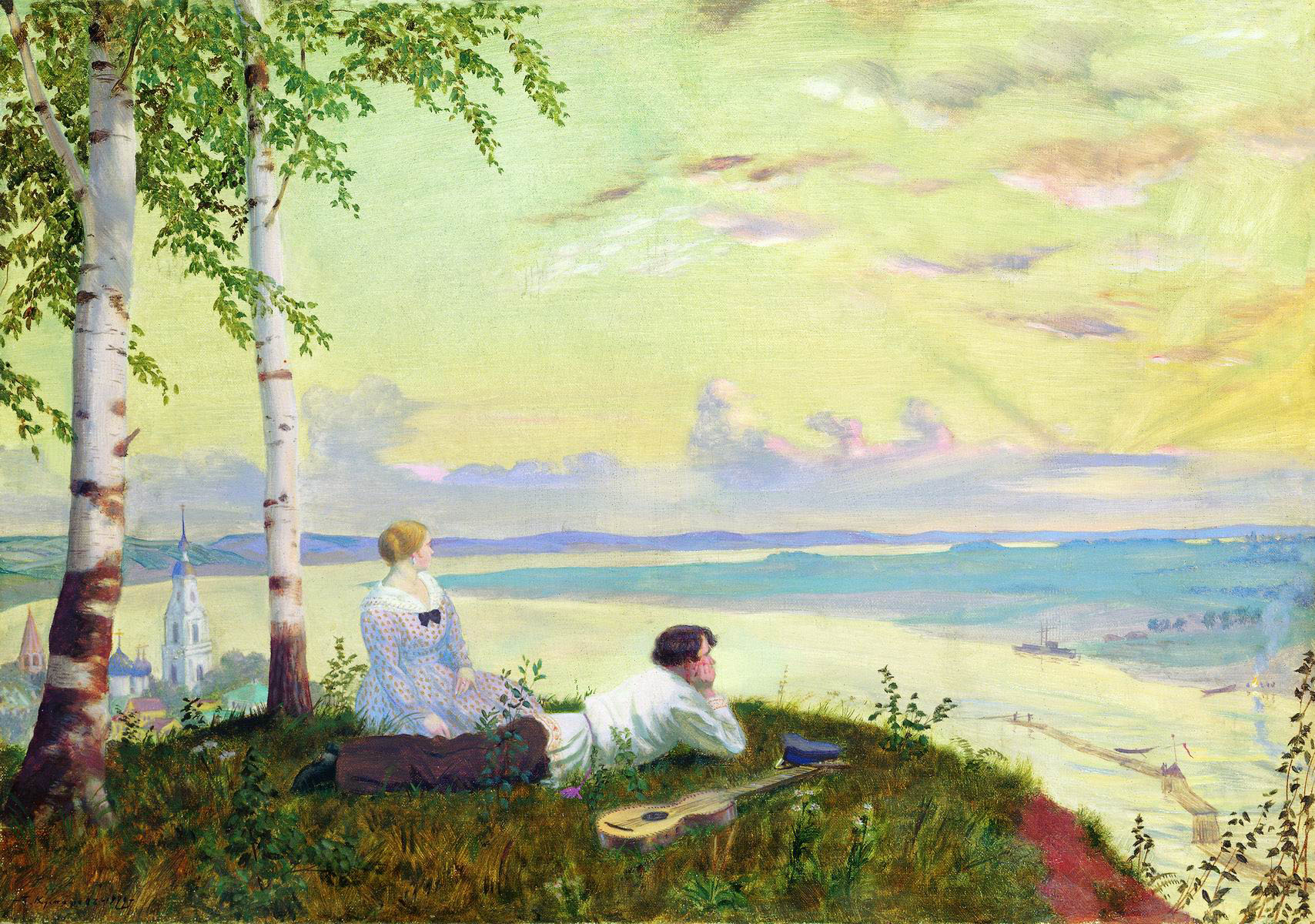
«На Волге» — Б. М. Кустодиев, 1922

Верхневолжье (Верхняя Волга) — природно-хозяйственный географический регион на Русской равнине, охватывающий земли вдоль течения Волги от её истока до Нижнего Новгорода и впадения в неё Оки. К Верхней Волге относятся земли Тверской, Ярославской, Костромской, Ивановской и (реже) Нижегородской областей. В центральной части Верхневолжья находится Верхневолжская низменность. Регион обладает высоким рекреационным и культурно-историческим потенциалом.
В Тверской области термин «Верхневолжье» нередко используется как синоним Тверской земли. В этом значении, например, фигурирует в названии туристического маршрута «Пушкинское кольцо Верхневолжья».